# Derby italiano di trotto
Il Derby italiano di trotto è una corsa ippica dedicata ai trottatori di tre anni di età, maschi e femmine, allevati in Italia. È la vetrina più prestigiosa per i giovani cavalli del trotto italiano.
Si è disputato a Roma all’Ippodromo di Villa Glori dalla sua istituzione, nel 1926, fino al 1959; poi, dal 1960 al 2012, si è corso, sempre a Roma, all'Ippodromo di Tor di Valle, fino alla chiusura di questo.
Dopo l'edizione 2013 disputata all'Ippodromo di Agnano, dal 2014 è stato trasferito, ancora a Roma, all’Ippodromo delle Capannelle.  Nuovamente spostato ad Agnano nel 2018 e nel 2019 per lavori di adeguamento alle Capannelle, ha fatto finalmente ritorno a tale ultimo impianto per l’edizione 2020 e le successive.
Il record della corsa appartiene a Unicka (edizione 2016) con il tempo di 1.12.2 (guidatore: Pietro Gubellini), record poi uguagliato nel 2018 da Zlatan (guidatore: Giampaolo Minnucci).

## Origine del nome
Il nome della corsa richiama una competizione per cavalli da galoppo di tre anni di età organizzata per la prima volta nel 1780 da un gruppo di nobili inglesi appassionati di ippica ed intitolata al proprietario della tenuta che aveva ospitato l’evento, Edward Smith-Stanley, XII conte di Derby (1752-1834).
Il Derby inglese si disputa annualmente all’Ippodromo di Epsom, a circa 6 km dal luogo originario delle prime edizioni della corsa e a circa 30 km dal centro di Londra. Dal 1780 non ne è stata mai saltata un’edizione, anche se negli anni dal 1915 al 1918 e dal 1940 al 1945, dati gli eventi bellici, la corsa fu spostata a Newmarket, nel Suffolk, a circa 100 km a Nord di Londra.
Il Derby è tutt’oggi considerato uno dei grandi eventi sportivi britannici e ha un ampio seguito di pubblico, sia in presenza che a livello mediatico, specie in televisione.
Il termine "Derby" è stato adottato nel tempo per denominare numerose grandi corse ippiche in tutto il mondo, sia di galoppo che di trotto, per sottolinearne il carattere di appuntamento cruciale nel calendario degli eventi sportivi del circuito. In particolare, si possono ricordare, oltre al Derby italiano di galoppo e al Derby italiano di trotto: il Derby svedese di trotto (Svenskt Travderby), disputato annualmente all’ippodromo Jägersro di Malmö, riservato ai quattro anni; il Derby neozelandese di trotto (New Zealand Derby), disputato annualmente all’ippodromo The Met di Addington e riservato ai tre anni; il Dayton Pacing, Distaff & Trotting Derby (tre corse, disputate annualmente in un'unica riunione, riservate ai cavalli dai quattro anni in su, rispettivamente ambiatori, ambiatrici e trottatori, che hanno luogo a Dayton, nell’Ohio, Stati Uniti); il Kentucky Derby (galoppo) che ha luogo, sempre con cadenza annuale, all'ippodromo Churchill Downs di Louisville (Kentucky, Stati Uniti).
Con la stessa valenza, volta a enfatizzare l’importanza di un evento sportivo periodico accostandolo al prototipo londinese, l’appellativo “Derby” è da tempo di uso comune, in Italia come in molti altri Paesi (ad esempio, in Gran Bretagna e in Spagna) per indicare le sfide fra due squadre, di calcio o di altri sport, della stessa città.

## Storia

### Origini
In Italia ad avvalersi per primo della denominazione “britannica” fu il settore del galoppo, che promosse nel 1884 il primo Derby destinato ai galoppatori di tre anni, che fu disputato all’Ippodromo delle Capannelle. Da allora la corsa è stata disputata annualmente, senza mai essere sospesa, neanche in periodo bellico.
Dovettero passare 42 anni perché analoga iniziativa venisse assunta anche per il settore del trotto: la prima edizione del “Derby Reale del Trotto” si ebbe infatti nel 1926, e fu disputata all’ippodromo romano di Villa Glori, sulla distanza dei 2000 metri e con una dotazione di 100.000 lire. Vinse un puledro di nome Malacoda con il tempo di 1.29.2 in pista da 800 metri.
Dal 1928 al 1932 la distanza venne portata a 2100 metri, e la corsa condusse alla ribalta i più famosi cavalli da trotto e driver dell’epoca.
In termini cronometrici, le prestazioni di quegli anni non sono ovviamente paragonabili con quelle attuali, che riflettono il progressivo affinamento delle tecniche di allevamento e di allenamento dei cavalli: il miglior ragguaglio fu infatti quello ottenuto da Palla che vinse il Derby del 1927 in 1.26.
Negli anni ’30 il Derby cambiò ancora distanza e denominazione: i metri diventarono prima 2400 e poi 2500 e la corsa prese il nome di “Gran Premio del Re e Imperatore”.
Mentre i proprietari italiani si mettevano in luce in campo internazionale grazie ai successi degli importati Muscletone, Hazleton, De Sota, Prince Hall e Tara, anche il settore dell’allevamento conseguì notevoli progressi. Nel 1935 infatti, Aulo Gellio, guidato e allenato da Dino Fabbrucci, vinse il Derby alla media di 1.23.4 sui 2400 metri, prestazione che all’epoca destò notevole impressione, e resistette per ben 17 anni, sino all’affermazione di Dakota in 1.23.2 sui 2500 metri del Derby 1952.
Gli anni della guerra sconvolsero inevitabilmente anche la programmazione del Derby: l’ultima edizione tenuta a Roma fu vinta nel 1943 dal celebre Mistero, guidato da Ugo Bottoni, poi la corsa fu spostata a Milano, dove fu disputata nel 1944 e nel 1945 con il nome di “Gran Premio Allevamento”, e infine a Napoli, nel 1946, anno in cui ritrovò il nome di Derby.
Nel 1947, finalmente, il Nastro Azzurro tornò a Roma nella sua sede naturale e ritrovò la sua tradizionale collocazione della serata del 29 Giugno, festa dei santi Pietro e Paolo, patroni della città.
Gli anni ’50 segnarono il primo avvio dato con l’autostart (1952) e conclusero l’epoca di Villa Glori, poiché l’ippodromo fu demolito per fare posto al nuovo Villaggio Olimpico.

### Da Villa Glori a Tor di Valle (1960)
Nel 1960 la corsa si trasferisce sulla nuovissima pista da 1000 metri di Tor di Valle, all’interno di un impianto ampio e moderno costruito in prossimità dell’abitato di Roma in un’ansa del fiume Tevere a mezza via fra l’EUR (quartiere alla periferia Sud di Roma) e il litorale. Si corre sui 2100 metri, che diventeranno l’attuale distanza della corsa, con un intermezzo, dal 1968 al 1974, nel quale questa fu portata ai 2600 metri.
L’impianto di Tor di Valle fu il teatro della prima grande affermazione di Varenne, che vincendo inaspettatamente il Derby del 1998 vi ebbe la prima consacrazione in una carriera straordinaria che lo porterà ad essere considerato il più forte cavallo della storia del trotto mondiale.

### Nuovo approdo all’Ippodromo delle Capannelle (2014)
Nel 2013, dopo 52 edizioni consecutive disputate all’Ippodromo di Tor di Valle, si apre una complicata fase di transizione, che vede disputare il Derby all’Ippodromo di Agnano (2013), poi a quello delle Capannelle (2014, 2015, 2016 e 2017), nuovamente ad Agnano (2018 e 2019), e infine, dopo ulteriori lavori di adeguamento, ancora alle Capannelle (2020).

## Albo d'oro
| Anno | Cavallo vincitore      | Tempo al km            | Distanza               | Quota                  | Padre cavallo vincitore | Driver cavallo vincitore                | Cavallo arrivato secondo | Cavallo arrivato terzo | Cavallo arrivato quarto |
| ---- | ---------------------- | ---------------------- | ---------------------- | ---------------------- | ----------------------- | --------------------------------------- | ------------------------ | ---------------------- | ----------------------- |
| 2023 | EXPO WISE AS           | 1.13.0                 | 2100                   | 1,48                   | READY CASH              | ALESSANDRO GOCCIADORO                   | ECTOR FRANCIS            | EMINEM FONT            | ENCIERRO                |
| 2022 | DIMITRI FERM           | 1.12.5                 | 2100                   | 1.71                   | NAD AL SHEBA            | ANDREA FAROLFI                          | DENZEL TREB              | DOLCE VIKY             | DANTE CLEMAR            |
| 2021 | CHARMANT DE ZACK       | 1.13.7                 | 2100                   | 4.89                   | VIVID WISE AS           | ANTONIO DI NARDO                        | CAPITAL MAIL             | CALLMETHEBREEZE        | CHUKY ROC               |
| 2020 | BLEFF DIPA             | 1.13.5                 | 2100                   | 67.38                  | MISTER J.P.             | ROBERTO VECCHIONE                       | BLACKFLASH BAR           | BEPI BI                | BUBBLE EFFE             |
| 2019 | ALRAJAH ONE            | 1.12.6                 | 2100                   | 14.37                  | MAHARAJAH               | ENRICO BELLEI                           | AMON YOU SM              | ANTONY LEONE           | ARAMIS BAR              |
| 2018 | ZLATAN                 | 1.12.2                 | 2100                   | 11.35                  | NAPOLEON BAR            | GIAMPAOLO MINNUCCI                      | ZE MARIA                 | ZABUL FI               | ZEFIR GAR               |
| 2017 | VALCHIRIA OP           | 1.14.8                 | 2100                   | 29.40                  | IDEALE LUIS             | ROBERTO ANDREGHETTI                     | VERTIGO SPIN             | VILLA SANTINA JET      | VESSILLO AS             |
| 2016 | UNICKA                 | 1.12.2                 | 2100                   | 1.36                   | LOVE YOU                | PIETRO GUBELLINI                        | USQUE DL                 | UMA FRANCIS            | URLO DEI VENTI          |
| 2015 | TESTIMONIAL OK         | 1.12.8                 | 2100                   | 25.70                  | VARENNE                 | ENRICO BELLEI                           | TESORO DEGLI DEI         | TROJA D'ASOLO          | TOBIN KRONOS            |
| 2014 | SUGAR REY              | 1.13.4                 | 2100                   | 27.17                  | LOOK THE STAR           | GIAMPAOLO MINNUCCI                      | SANSONE BAR              | SCEICCO                | SANTIAGO D'ETE          |
| 2013 | ROBERT BI              | 1.12.7                 | 2100                   | 1.34                   | TOSS OUT                | ROBIN BAKKER                            | ROD STEWART              | ROYAL BLESSED          | ROSSELLA ROSS           |
| 2012 | PASCIÀ LEST            | 1.13.6                 | 2100                   | 1.29                   | VARENNE                 | ENRICO BELLEI                           | PROBO OP                 | PITAGORA BI            | PONTIAC TURBO           |
| 2011 | OLONA OK               | 1.13.8                 | 2100                   | 8.20                   | VARENNE                 | VINCENZO PISCUOGLIO DELL'ANNUNZIATA JR. | OCCHIONE JET             | ODINO JET              | OLIVER UR               |
| 2010 | NADIR KRONOS           | 1.14.3                 | 2100                   | 4.84                   | VARENNE                 | ANDREA GUZZINATI                        | NESTA EFFE               | NORTON ANS             | NEPHENTA LUX            |
| 2009 | MACHO GAMS             | 1.13.5                 | 2100                   | 63.05                  | LEMON DRA               | VINCENZO PISCUOGLIO DELL'ANNUNZIATA JR. | MERCKX OK                | MONDIALE OK            | MIND WISE AS            |
| 2008 | LANA DEL RIO           | 1.13.4                 | 2100                   | 1.97                   | VARENNE                 | SANTO MOLLO                             | LIGHT KRONOS             | LIBECCIO GRIF          | LISA AMERICA            |
| 2007 | INFINITIF              | 1.15.0                 | 2100                   | 1.89                   | PINE CHIP               | PIETRO GUBELLINI                        | IMPETO GRIF              | IGOR FONT              | ILARIA JET              |
| 2006 | GLEN KRONOS            | 1.13.0                 | 2100                   | 1.28                   | ENJOY LAVEC             | ROBERTO ANDREGHETTI                     | GOING KRONOS             | GIUSEPPE BI            | GIULIA GRIF             |
| 2005 | FAIRBANK GI            | 1.13.0                 | 2100                   | 9.78                   | LEMON DRA               | GIUSEPPE MAISTO                         | FLECHE                   | FOR KELLY PARK         | FLEMONE DEI             |
| 2004 | ECHÒ DEI VELTRI        | 1.14.7                 | 2100                   | 2.41                   | WAIKIKI BEACH           | ENRICO BELLEI                           | ELDGRADO BI              | EQUINOX BI             | EVERY DAY FEDS          |
| 2003 | DAGUET RAPIDE          | 1.15.2                 | 2100                   | 1.31                   | PINE CHIP               | PIETRO GUBELLINI                        | DEDALO ZAC               | DAURADE                | DORIA AS                |
| 2002 | CONCORD JET            | 1.15.4                 | 2100                   | 5.22                   | SUPERGILL               | ROBERTO ANDREGHETTI                     | CHEROKEE CHIEF           | CANDID EFFE            | CROWN LG                |
| 2001 | BLUAM LB               | 1.14.6                 | 2100                   | 18.00                  | DIAMOND WAY             | PIETRO GUBELLINI                        | BOSS DI JESOLO           | BRANDY DEI FIORI       | BORDEAUX AS             |
| 2000 | AVRIL                  | 1.14.9                 | 2100                   | 4.90                   | DIAMOND WAY             | PIETRO GUBELLINI                        | AIR FORCE BLUE           | ALMAHURST OM           | ANTARES ROB             |
| 1999 | ZAMBESI BI             | 1.14.7                 | 2100                   | 2.40                   | CROWN'S INVITATION      | MAURO BIASUZZI                          | ZAMIA FC                 | ZANETTIN               | ZAMBESI FLASH           |
| 1998 | VARENNE                | 1.13.9                 | 2100                   | 2.90                   | WAIKIKI BEACH           | GIAMPAOLO MINNUCCI                      | VIGLIANO PRINCE          | VIDAR                  | VIKING KRONOS           |
| 1997 | URONOMETRO             | 1.15.8                 | 2100                   | 1.50                   | LEMON DRA               | ENRICO BELLEI                           | UXER LB                  | UWENY                  | UNIFORZ                 |
| 1996 | TINAK MO               | 1.15.1                 | 2100                   | 2.30                   | DICKS BELL              | BIAGIO LO VERDE                         | TOP THE GAN              | TOME DE SOUSA          | TOPKAPI AS              |
| 1995 | SEC MO                 | 1.15.1                 | 2100                   | 1.10                   | EBSERO MO               | GLAUCO CICOGNANI                        | SOFOCLE EGRAL            | SCORFANO               | SANTIAGO KING           |
| 1994 | RE DEI JET             | 1.16.0                 | 2100                   | 11.00                  | SHARIF DI JESOLO        | CARLO BOTTONI                           | RICETTATORE              | RINGMASTER BI          | RAPID EFFE              |
| 1993 | PROFUMO OM             | 1.16.5                 | 2100                   | 2.50                   | SUPER BOWL              | VITTORIO GUZZINATI                      | PENELOPE DEI             | PECOS BI               | PIGMEO MO               |
| 1992 | OFFEN LB               | 1.16.6                 | 2100                   | 3.70                   | TORWAY                  | HÅKAN WALLNER                           | ORANGE JUICE             | ORNEUS                 | OMAR CAF                |
| 1991 | NEVAIO                 | 1.16.0                 | 2100                   | 1.40                   | CHAMBON P               | MARCO SMORGON                           | NOBODY BI                | NETTARE DEI            | NERITA RIVER            |
| 1990 | MINT DI JESOLO         | 1.15.5                 | 2100                   | 2.60                   | GATOR BOWL              | ANTONIO LUONGO                          | MOL DEGLI DEI            | MADRIGALE              |                         |
| 1989 | LANCASTER OM           | 1.15.7                 | 2100                   |                        | SHARIF DI JESOLO        | LORENZO BALDI                           | LAVINA                   | LARSEN PER             |                         |
| 1988 | INDRO PARK             | 1.16.4                 | 2100                   |                        | SHARIF DI JESOLO        | LORENZO BALDI                           | INFLATED                 | ISI PL                 |                         |
| 1987 | GITANA D'ASOLO         | 1.17.6                 | 2100                   |                        | UDET HANOVER            | MARIO RIVARA                            | GIL DEL LUPO             | AWHARI                 |                         |
| 1986 | FEYSTONGAL             | 1.17.4                 | 2100                   |                        | KEYSTONE SPARTAN        | ANTONIO LUONGO                          | FENECH OM                | FLAMINGO OM            | FINGENT BI              |
| 1985 | ERCOLE AC              | 1.16.8                 | 2100                   |                        | TOP HANOVER             | MARCELLO MAZZARINI                      | ETERE D'ASOLO            | EUDEMO                 | ERIL BS                 |
| 1984 | DAI PRA                | 1.17.7                 | 2100                   |                        | QUALTO                  | VITTORIO GUZZINATI                      | DAMONE                   | DROSCIE                |                         |
| 1983 | CHERIE                 | 1.16.8                 | 2100                   |                        | MARENGO HANOVER         | MARCELLO MAZZARINI                      | CROMYKO                  | CROOL DEL PINO         |                         |
| 1982 | BELMEZ                 | 1.17.7                 | 2100                   |                        | SHORT STOP              | GIUSEPPE GUZZINATI                      | BANGIE BI                | BERTUZ                 |                         |
| 1981 | ARGO VE                | 1.17.4                 | 2100                   |                        | SHARIF DI JESOLO        | SIVIERO MILANI                          | ABACO                    | ANSALDO RED            |                         |
| 1980 | GOLDEN TOP             | 1.19.4                 | 2100                   |                        | TOP HANOVER             | MARCELLO MAZZARINI                      | FREGOLI                  | GHENDERO'              |                         |
| 1979 | GENTILE                | 1.18.0                 | 2100                   |                        | SOME FIRE               | GIUSEPPE ROSSI                          | GENTILHOMBRE             | DIVIDEND               |                         |
| 1978 | ATMOS                  | 1.18.5                 | 2100                   |                        | QUALTO                  | VITTORIO GUZZINATI                      | FURGMAN                  | ARCOS DEL RONCO        |                         |
| 1977 | ESKIPAZAR              | 1.18.6                 | 2100                   |                        | SPIN SPEED              | EDOARDO GUBELLINI                       | MALTASAR                 | BUBY                   |                         |
| 1976 | DAILER                 | 1.19.6                 | 2100                   |                        | SAILER                  | GIUSEPPE ROSSI                          | NAUCIDE                  | ATOLLO                 |                         |
| 1975 | MARIBON                | 1.18.9                 | 2100                   |                        | NIKE HANOVER            | CATELLO SAVARESE                        | SCELLINO                 | BASILE                 |                         |
| 1974 | APRILE                 | 1.19.1                 | 2600                   |                        | STENO                   | NELLO BELLEI                            | DANZICA                  | CODERO                 |                         |
| 1973 | UNNO                   | 1.20.5                 | 2600                   |                        | MIDLAND HANOVER         | FRANCO ALBONETTI                        | MEDOC                    | ZIGONI                 |                         |
| 1972 | SHARIF DI JESOLO       | 1.20.4                 | 2600                   |                        | QUICK SONG              | GIUSEPPE ROSSI                          | PATROCLO                 | SEM                    |                         |
| 1971 | FREDDY                 | 1.20.5                 | 2600                   |                        | SAFE MISSION            | SERGIO BRIGHENTI                        | DALIA                    | TOP HANOVER            |                         |
| 1970 | TEDO                   | 1.20.5                 | 2600                   |                        | HIT SONG                | WILLIAM CASOLI                          | AKOBO                    | CAROSIO                |                         |
| 1969 | ACERO                  | 1.21.5                 | 2600                   |                        | ORIOLO                  | SIVIERO MILANI                          | VATSON                   | QUASSARAN              |                         |
| 1968 | ATINA                  | 1.20.6                 | 2600                   |                        | QUICK SONG              | FRANCO ALBONETTI                        | RIVASCO                  | ALESSIO                |                         |
| 1967 | BRUNICO                | 1.20.6                 | 2100                   |                        | FRA DIAVOLO             | SERGIO BRIGHENTI                        | SCOPERTO                 | QUENONE                |                         |
| 1966 | MIKORI DI JESOLO       | 1.19.1                 | 2100                   |                        | HICHORY FIRE            | WALTER BARONCINI                        | HONOS                    | SEGUGIO                |                         |
| 1965 | URANIO                 | 1.20.8                 | 2100                   |                        | SILVER WAY              | VITTORIO GUZZINATI                      | MARYPORT                 | ORONTO                 |                         |
| 1964 | NAVAZZO                | 1.20.2                 | 2100                   |                        | DOCTOR SPENCER          | WILLIAM CASOLI                          | QUENTIN                  | BASTA                  |                         |
| 1963 | STENO                  | 1.20.4                 | 2100                   |                        | ORIOLO                  | NELLO BELLEI                            | QUALTO                   | GEBRASCO               |                         |
| 1962 | LIRI                   | 1.21.7                 | 2100                   |                        | DOCTOR SPENCER          | WILLIAM CASOLI                          | TITAN                    | STEFANO                |                         |
| 1961 | IRUNDA                 | 1.20.2                 | 2100                   |                        | MIGHTY NED              | GIANFRANCO BONGIOVANNI                  | OHM                      | VIBO                   |                         |
| 1960 | GUALDO                 | 1.20.4                 | 2100                   |                        | MIGHTY NED              | WILLIAM CASOLI                          | GUIGLIA                  | GRIFONE                |                         |
| 1959 | GIUSTO                 | 1.22.6                 | 2100                   |                        | THEME SONG              | EROS MARTELLI                           | LAMPANTE                 | RIGEL                  |                         |
| 1958 | NIEVO                  | 1.22.1                 | 2500                   |                        | PHARAON                 | UGO BOTTONI                             | LORD MAJOR               | SICILIANA              |                         |
| 1957 | SEDUTTORE              | 1.21.3                 | 2500                   |                        | MCLIN HANOVER           | VIVALDO BALDI                           | DIONE                    | OCCAGNO                |                         |
| 1956 | CAPRICCIO              | 1.22.4                 | 2500                   |                        | DANAO                   | ALFREDO CICOGNANI                       | DUART                    | RICCIUTA               |                         |
| 1955 | DONATELLO              | 1.22.6                 | 2500                   |                        | MISTERO                 | UGO BOTTONI                             | BORGOGNA                 | BATTIFIACCA            |                         |
| 1954 | FIAMES                 | 1.21.5                 | 2500                   |                        | CONDOTTIERO             | WILLIAM CASOLI                          | LINCO                    | BORDO                  |                         |
| 1953 | NELUMBO                | 1.23.3                 | 2500                   |                        | DOCTOR SPENCER          | RENO MISERONI                           | ZIMA                     | NANKINO                |                         |
| 1952 | DAKOTA                 | 1.23.2                 | 2500                   |                        | DE SOTA                 | ALEXANDRE FINN                          | GUFO                     | VALENZANO              |                         |
| 1951 | UNICO                  | 1.25.1                 | 2500                   |                        | IDOLO                   | VINCENZO ANTONELLINI                    | LANFRANCO                | GALLODORO              |                         |
| 1950 | ALTISSIMO              | 1.24.4                 | 2500                   |                        | SCHNAPPS                | SERGIO BRIGHENTI                        | TICINO                   | TEMPRA                 |                         |
| 1949 | MANDORLO               | 1.27.9                 | 2500                   |                        | MISTERO                 | UGO BOTTONI                             | SELVATICO                | TIP TOP                |                         |
| 1948 | RIALTI                 | 1.26.9                 | 2500                   |                        | MCLIN HANOVER           | NELLO BRANCHINI                         | TARO                     | TUDOR                  |                         |
| 1947 | EGI                    | 1.17.9                 | 2500                   |                        | SCHNAPPS                | CLAUDIO MENARINI                        | CAPRESE                  | EMILIUCCIA             |                         |
| 1946 | JONIA                  | 1.28.3                 | 2500                   |                        | PRINCE JOHN             | ROMOLO OSSANI                           | FAVONIO                  | GIAUR DEL BRIVIO       |                         |
| 1945 | Edizione non disputata | Edizione non disputata | Edizione non disputata | Edizione non disputata | Edizione non disputata  | Edizione non disputata                  | Edizione non disputata   | Edizione non disputata | Edizione non disputata  |
| 1944 | Edizione non disputata | Edizione non disputata | Edizione non disputata | Edizione non disputata | Edizione non disputata  | Edizione non disputata                  | Edizione non disputata   | Edizione non disputata | Edizione non disputata  |
| 1943 | MISTERO                | 1.24.9                 | 2500                   |                        | PRINCE HALL             | UGO BOTTONI                             | MARCONI                  | DARDANO                |                         |
| 1942 | LORETO                 | 1.24.9                 | 2500                   |                        | THE LAUREL HALL         | PAOLO ORSI MANGELLI                     | LANDOLFO                 | TREBBIOLO              |                         |
| 1941 | IMPAVIDO               | 1.23.7                 | 2500                   |                        | AUGIAS                  | ALEXANDRE FINN                          | INVERNO                  | FORNARINA              |                         |
| 1940 | LEPANTO                | 1.25.2                 | 2500                   |                        | HOMER                   | GIULIO FABBRUCCI                        | GHERSA                   | DANAO                  |                         |
| 1939 | FLORIDORO              | 1.24.7                 | 2500                   |                        | THE LAUREL HALL         | ORSINO ORSI MANGELLI                    | FILIBUSTIERE             | FUOCO                  |                         |
| 1938 | CAPRONI                | 1.26.2                 | 2500                   |                        | ULDER                   | CARLO CACCIARI                          | DECURIO AULO             | ESPERO                 |                         |
| 1937 | DAMA                   | 1.26.4                 | 2500                   |                        | AUGIAS                  | FAUSTO BRANCHINI                        | ARRIO                    | LEONCAVALLO            |                         |
| 1936 | SABAUDO                | 1.26.3                 | 2400                   |                        | CLYDE THE GREAT         | CARLO CACCIARI                          | NAPOLEONE                | CRISPI                 |                         |
| 1935 | AULO GELLIO            | 1.23.4                 | 2400                   |                        | DAVID GUY               | DINO FABBRUCCI                          | JAGO CLYDE               | APOLLO AUGURE          |                         |
| 1934 | LORD QUINTO R          | 1.27.7                 | 2400                   |                        | LORD ELLERSLIE          | GIULIO FABBRUCCI                        | ANTONIANA                | AYACK                  |                         |
| 1933 | MAGDA                  | 1.28.3                 | 2400                   |                        | PETER FELLOWS           | GIOVANNI D’ERRICO                       | ILDA THE GREAT           | AMBROSIANA             |                         |
| 1932 | MARIO FELLOWS          | 1.28.1                 | 2100                   |                        | PETER FELLOWS           | ALEXANDRE FINN                          | COSACCO                  | LOREDAN WORTH          |                         |
| 1931 | ETRUSCO                | 1.27.0                 | 2100                   |                        | CLYDE THE GREAT         | CARLO CACCIARI                          | MILIARDO                 | PETRARCA               |                         |
| 1930 | PETER BELL             | 1.29.0                 | 2100                   |                        | PETER GOLT              | ALFONSO GONELLA                         | GERMANA JOCKEY           | PORTUS NAONIS          |                         |
| 1929 | RISSA                  | 1.28.2                 | 2100                   |                        | PETER WORTH             | ALEXANDRE FINN                          | CATULLO                  | MARCELLO               |                         |
| 1928 | APPIA                  | 1.28.1                 | 2100                   |                        | JOCKEY                  | OTTO DIEFFENBACHER                      | ERMANNO                  | TORRIANA               |                         |
| 1927 | PALLA                  | 1.26.0                 | 2000                   |                        | PETER WORTH             | ETTORE BARBETTA                         | AGLAIA                   | NICLA                  |                         |
| 1926 | MALACORDA              | 1.29.2                 | 2000                   |                        | JOHN GARNER             | NELLO BRANCHINI                         | GIANNI SCHICCHI          | MACRONE                |                         |

## Statistiche

### Statistiche driver vincitori
| Vittorie | Driver                                 | 1    | 2    | 3    | 4    | 5    | 6 |
| -------- | -------------------------------------- | ---- | ---- | ---- | ---- | ---- | - |
| 5        | BELLEI ENRICO                          | 1997 | 2004 | 2012 | 2015 | 2019 |   |
| 5        | GUBELLINI PIETRO                       | 2000 | 2001 | 2003 | 2007 | 2016 |   |
| 5        | CASOLI WILLIAM                         | 1954 | 1960 | 1962 | 1964 | 1970 |   |
| 4        | GUZZINATI VITTORIO                     | 1965 | 1978 | 1984 | 1993 |      |   |
| 4        | BOTTONI UGO                            | 1943 | 1949 | 1955 | 1958 |      |   |
| 4        | FINN ALEXANDRE                         | 1929 | 1932 | 1941 | 1952 |      |   |
| 3        | MINNUCCI GIAMPAOLO                     | 1998 | 2014 | 2018 |      |      |   |
| 3        | ANDREGHETTI ROBERTO                    | 2002 | 2006 | 2017 |      |      |   |
| 3        | MAZZARINI MARCELLO                     | 1980 | 1983 | 1985 |      |      |   |
| 3        | ROSSI GIUSEPPE                         | 1972 | 1976 | 1979 |      |      |   |
| 3        | BRIGHENTI SERGIO                       | 1950 | 1967 | 1971 |      |      |   |
| 3        | CACCIARI CARLO                         | 1931 | 1936 | 1938 |      |      |   |
| 2        | PISCUOGLIO DELL'ANNUNZIATA JR VINCENZO | 2009 | 2011 |      |      |      |   |
| 2        | LUONGO ANTONIO                         | 1986 | 1990 |      |      |      |   |
| 2        | BALDI LORENZO                          | 1988 | 1989 |      |      |      |   |
| 2        | MILANI SIVIERO                         | 1969 | 1981 |      |      |      |   |
| 2        | BELLEI NELLO                           | 1963 | 1974 |      |      |      |   |
| 2        | ALBONETTI FRANCO                       | 1968 | 1973 |      |      |      |   |
| 2        | BRANCHINI NELLO                        | 1926 | 1948 |      |      |      |   |
| 2        | FABBRUCCI GIULIO                       | 1934 | 1940 |      |      |      |   |
| 1        | 🇮🇹 GOCCIADORO ALESSANDRO               | 2023 |      |      |      |      |   |
| 1        | 🇮🇹 FAROLFI ANDREA                      | 2022 |      |      |      |      |   |
| 1        | DI NARDO ANTONIO                       | 2021 |      |      |      |      |   |
| 1        | VECCHIONE ROBERTO                      | 2020 |      |      |      |      |   |
| 1        | BAKKER ROBIN                           | 2013 |      |      |      |      |   |
| 1        | GUZZINATI ANDREA                       | 2010 |      |      |      |      |   |
| 1        | MOLLO SANTO                            | 2008 |      |      |      |      |   |
| 1        | MAISTO GIUSEPPE PIETRO                 | 2005 |      |      |      |      |   |
| 1        | BIASUZZI MAURO                         | 1999 |      |      |      |      |   |
| 1        | LO VERDE BIAGIO                        | 1996 |      |      |      |      |   |
| 1        | CICOGNANI GLAUCO                       | 1995 |      |      |      |      |   |
| 1        | BOTTONI CARLO                          | 1994 |      |      |      |      |   |
| 1        | WALLNER HÅKAN                          | 1992 |      |      |      |      |   |
| 1        | SMORGON MARCO                          | 1991 |      |      |      |      |   |
| 1        | RIVARA MARIO                           | 1987 |      |      |      |      |   |
| 1        | GUZZINATI GIUSEPPE                     | 1982 |      |      |      |      |   |
| 1        | GUBELLINI EDOARDO                      | 1977 |      |      |      |      |   |
| 1        | SAVARESE CARLO                         | 1975 |      |      |      |      |   |
| 1        | BARONCINI WALTER                       | 1966 |      |      |      |      |   |
| 1        | BONGIOVANNI GIANFRANCO                 | 1961 |      |      |      |      |   |
| 1        | ANTONELLINI VINCENZO                   | 1951 |      |      |      |      |   |
| 1        | MENARINI CLAUDIO                       | 1947 |      |      |      |      |   |
| 1        | OSSANI ROMOLO                          | 1946 |      |      |      |      |   |
| 1        | ORSI MANGELLI PAOLO                    | 1942 |      |      |      |      |   |
| 1        | ORSI MANGELLI ORSINO                   | 1939 |      |      |      |      |   |
| 1        | BRANCHINI FAUSTO                       | 1937 |      |      |      |      |   |
| 1        | FABBRUCCI DINO                         | 1935 |      |      |      |      |   |
| 1        | D'ERRICO GIOVANNI                      | 1933 |      |      |      |      |   |
| 1        | GONELLA ALFONSO                        | 1930 |      |      |      |      |   |
| 1        | DIEFFENBACHER OTTO                     | 1928 |      |      |      |      |   |
| 1        | BARBETTA ETTORE                        | 1927 |      |      |      |      |   |
| 1        | BRANCHINI NELLO                        | 1926 |      |      |      |      |   |

### Statistiche padri di cavalli vincitori
| Vittorie | Padre            | 1    | 2    | 3    | 4    | 5    |
| -------- | ---------------- | ---- | ---- | ---- | ---- | ---- |
| 5        | VARENNE          | 2008 | 2010 | 2011 | 2012 | 2015 |
| 4        | SHARIF DI JESOLO | 1981 | 1988 | 1989 | 1994 |      |
| 3        | LEMON DRA        | 1997 | 2005 | 2009 |      |      |
| 3        | DOCTOR SPENCER   | 1953 | 1962 | 1964 |      |      |
| 2        | PINE CHIP        | 2003 | 2007 |      |      |      |
| 2        | WAIKIKI BEACH    | 1998 | 2004 |      |      |      |
| 2        | DIAMOND WAY      | 2000 | 2001 |      |      |      |
| 2        | TOP HANOVER      | 1980 | 1985 |      |      |      |
| 2        | QUALTO           | 1978 | 1984 |      |      |      |
| 2        | QUICK SONG       | 1968 | 1972 |      |      |      |
| 2        | ORIOLO           | 1963 | 1969 |      |      |      |
| 2        | MIGHTY NED       | 1960 | 1961 |      |      |      |
| 2        | MCLIN HANOVER    | 1948 | 1957 |      |      |      |
| 2        | MISTERO          | 1949 | 1955 |      |      |      |
| 2        | SCHNAPPS         | 1947 | 1950 |      |      |      |
| 2        | THE LAUREL HALL  | 1939 | 1942 |      |      |      |
| 2        | CLYDE THE GREAT  | 1931 | 1936 |      |      |      |
| 2        | PETER FELLOWS    | 1932 | 1933 |      |      |      |
| 2        | PETER WORTH      | 1927 | 1929 |      |      |      |